# Sorbets (Landes)
Sorbets (en francès Sorbets) és un municipi francès situat al departament de les Landes i a la regió de la Nova Aquitània.

## Demografia
| 1962                                       | 1968 | 1975 | 1982 | 1990 | 1999 | 2007 |
| ------------------------------------------ | ---- | ---- | ---- | ---- | ---- | ---- |
| 203                                        | 225  | 208  | 199  | 179  | 169  | 187  |
| Des de 1962: població sense dobles comptes |      |      |      |      |      |      |

## Administració
| Període | Identitat     | Partit |
| ------- | ------------- | ------ |
| 2001-   | Didier Tastet |        |